# Carrer Major d'Aiguafreda
El carrer Major d'Aiguafreda és un carrer del municipi d'Aiguafreda (Osona) catalogat a l'Inventari del Patrimoni Arquitectònic de Catalunya. És l'antic camí ral, paral·lel a la N-152 (actual C 17) i proper a la plaça Major.
Està format per cases de planta baixa o dos pisos, entre mitgeres i els diferents períodes que han anat passant han deixat empremtes en les cases. Encara es conserven alguns portals dovellats i amb llindes. Una de les cases més antigues, ubicada al núm. 19, porta esculpides a la pedra que emmarca el portal les eines de treball del primitiu habitant i una inscripció de la data: "Primitiu Avencó". El primer nucli d'Aiguafreda es formà a l'actual carrer Major, antic camí ral. Aiguafreda va néixer com a barriada del camí ral d'una ferreria que ja existia el 1553. Al llarg del segle xvi i XVII s'hi va edificar una carnisseria i un grup de casetes.